# Prêmio M. Gweneth Humphreys
O Prêmio M. Gweneth Humphreys (em inglês:  M. Gweneth Humphreys Award ou Humphreys Award) é um prêmio de matemática estabelecido pela Association for Women in Mathematics em reconhecimento a educadores matemáticos que exibiram orientação excepcional. O prêmio é nomeado em memória de Mabel Gweneth Humphreys (1911-2006), que obteve seu Ph.D. aos 23 anos de idade na Universidade de Chicago em 1935. Ela lecionou matemática para mulheres por toda a sua carreira, primeiro no Mount St. Scholastica College, depois por vários anos no Sophie Newcomb College e, finalmente, por mais de trinta anos no Randolph College. Este prêmio, financiado por contribuições de seus ex-alunos e colegas do Randolph College, reconhece seu compromisso e sua influência nos alunos de graduação em matemática.

## Recipientes
As seguintes matemáticas foram homenageadas com o Prêmio Humphreys:
| Ano  | Recipiente           |
| ---- | -------------------- |
| 2011 | Rhonda Hughes        |
| 2012 | Deanna Haunsperger   |
| 2013 | James A. Morrow      |
| 2014 | William Yslas Vélez  |
| 2015 | Ruth Haas            |
| 2016 | Naomi Jochnowitz     |
| 2017 | Helen G. Grundman    |
| 2018 | Erica Flapan         |
| 2019 | Suzanne Weekes       |
| 2020 | Margaret M. Robinson |
| 2021 | Raegan Higgins       |